# Lysá (Góry Czerchowskie)
Lysá (1068 m n.p.m.) – szczyt górski w południowo-wschodniej części Gór Czerchowskich we wschodniej Słowacji. Kulminacja na grzbiecie wybiegającym na południe z masywu Čergova. Wyciągi narciarskie, nadajnik radiowy, pod szczytem hotel, schronisko turystyczne. Droga i kolejka linowa z Drienicy. Na szczycie prehistoryczny kamień ofiarny i pomnik walk podczas II wojny światowej.
Przez szczyt biegnie znakowany szlak turystyczny
- wieś Hertník – przełęcz Čergov – Čergov – Ostrý kameň – Lysá – wieś Červená Voda – miasto Sabinov